# Roberto Brivio
Roberto Antonio Brivio (Milano, 21 febbraio 1938 – Monza, 22 gennaio 2021) è stato un attore, cantante, cabarettista e chansonnier italiano, membro del gruppo I Gufi.

## Biografia
Nel 1959 si diplomò all'Accademia dei Filodrammatici e cinque anni dopo, insieme a Nanni Svampa, Lino Patruno e Gianni Magni (l'ultimo ad entrare nel gruppo), diede vita al gruppo I Gufi, che in quegli anni contribuì a creare il cabaret musicale in Italia, utilizzando il dialetto milanese. Il ruolo di scrittore di testi originali, a sfondo noir, valse a Brivio il soprannome di "cantamacabro". Nel 1969 i Gufi si sciolsero anche se Brivio avrebbe voluto continuare la collaborazione. 
La sua carriera televisiva da "solista" è legata soprattutto ad Antenna 3 Lombardia, storica rete privata di Legnano, dove, nel 1980, fu il mattatore dello show Lo Squizzofrenico, diretto da Beppe Recchia. Tre anni dopo si riunì con Svampa, Patruno e Magni nella trasmissione Meglio Gufi che mai, sempre per la regia di Recchia. Nel 1986 condusse Il Parapiglio, dove un angolo era riservato all'ex collega Gianni Magni, e, l'anno successivo, La Festa, per la regia di Paola Combe. 
In teatro lavorò spesso con Liliana Feldmann, in spettacoli come Ciciarem un cicinin e El paneton de Pasqua e la colomba de Nadal, entrambi scritti da Attilio Carosso e diretti da Carlo Silva. Interpretò numerose operette come Ah! l'operetta, su musiche di Gino Bettoni.
Roberto Brivio fu anche proprietario e gestore di teatri e locali milanesi, tra i quali "Il Refettorio", dove ebbero la possibilità di muovere i primi passi artisti quali Marco Messeri, e il "Teatro Ariberto" presso il quale fondò l'accademia teatrale de "La società del teatro della musica e del cinema Roberto Brivio" in cui insegnò per anni recitazione. Assieme alla moglie, Grazia Maria Raimondi, fu per molti anni la maschera di Milano Meneghino. 
Si occupò del progetto Teatralia: storia del teatro dai Greci ai giorni nostri, in programmazione al Teatro La Scala della Vita. Organizzatore e docente al corso di dizione ed arte declamatoria, attivo dal mese di ottobre 2007 all'Università IULM di Milano, fu inoltre direttore e insegnante all'Accademia d'Arte Drammatica "Roberto Brivio", una scuola di teatro dedicata alla parola e alla pratica.
Si dedicò anche alla pubblicazione di libri umoristici, in cui raccoglieva storie e canzoni in dialetto milanese, come I canti goliardici (Milano, Edizioni Williams, 1973) e Cabaret di merda (Edizioni del Cortile, 1978). 

### Morte
Morì il 22 gennaio 2021 a 82 anni presso l'Ospedale San Gerardo di Monza, dove si trovava ricoverato per complicazioni da Covid-19.. 

### Vita privata
Era fratello dell'annunciatrice televisiva e radiofonica della RAI Maria Brivio.

## Prosa radiofonica Rai
- Il mercante di Venezia, di William Shakespeare, regia di Flaminio Bollini, trasmessa il 1 gennaio 1961.

## Prosa televisiva Rai
- Il principe fantasioso, fiaba di Bruno Paltrinieri, regia di Maria Maddalena Yon, trasmessa il 13 gennaio 1961.